# Maria Maddalena Rossi
 (mars 2025).
Si vous disposez d'ouvrages ou d'articles de référence ou si vous connaissez des sites web de qualité traitant du thème abordé ici, merci de compléter l'article en donnant les références utiles à sa vérifiabilité et en les liant à la section « Notes et références ».
En pratique : Quelles sources sont attendues ? Comment ajouter mes sources ?
Maria Maddalena Rossi (29 septembre 1906, Codevilla - 17 septembre 1995, Milan) est une femme politique italienne.

## Biographie
Maria Maddalena Rossi étudie à l'université de Pavie où elle obtient un diplôme de chimie en 1930. Elle part alors travailler à Milan. En 1937, elle commence à militer pour l'antifascisme et adhère au Parti communiste italien qui est alors clandestin car ses membres sont persécutés par le régime fasciste.
En 1942, elle est arrêtée par la police fasciste à Bergame et condamnée à l'exil à Sant'Angelo in Vado jusqu'au 25 juillet 1943. Elle part ensuite à Zurich, en Suisse, où elle continue de militer au Parti communiste.
En décembre 1944, à la fin de la Seconde Guerre mondiale, elle retourne à Milan où elle travaille pour la rédaction du journal communiste L'Unità. La même année, elle entre dans la Commission d'imprimerie et de propagande du Parti communiste italien.
Le 25 juin 1946, elle est élue députée en tant que membre du groupe communiste dans le cadre de l'Assemblée constituante de la République italienne ; elle compte ainsi parmi les 21 premières femmes élues membres d'une assemblée parlementaire en Italie. Elle est réélue en 1948 pour la Ire législature de la République italienne, en 1953 pour la IIe législature et en 1958 pour la IIIe législature, qui dure jusqu'au 15 mai 1963.
Entre 1947 et 1956 elle est présidente de l'Union des femmes en Italie qu'elle avait contribué à créer puis, de 1957 à 1967, elle est la vice-présidente de la Fédération démocratique internationale des femmes.
En 1970, elle est élue maire de Porto Venere, poste qu'elle occupe jusqu'en 1975.

## Sources
- (it) Cet article est partiellement ou en totalité issu de l’article de Wikipédia en italien intitulé « Maria Maddalena Rossi » (voir la liste des auteurs).